# Чёртов мост (Тарту)
Чёртов мост (Курадисил(ь)д — эст. Kuradisild) — пешеходный мост в Тарту, в исторической части города. Переброшен между отрогами Домской горки (холма Тоомемяги) над улицей Лосси в её конце возле улицы Валликраави.
Является памятником российскому императору Александру I и 300-летию дома Романовых.
Внесен в Государственный реестр памятников культуры Эстонии под номером 6891 приказом министра культуры Эстонии №12 от 20 марта 1997 года.

## Название
Искусствовед Хелью Сирел выдвигает следующую версию происхождения названия «Чертов мост». По ее мнению, его получил второй мост, возведенный на этом месте в 1844 году, одноарочный, переброшенный над улицей, круто спускающейся вниз в глубокой выемке — мог напоминать собой знаменитый Чёртов мост в Швейцарии, взятый штурмом в 1799 год году в ходе Швейцарского похода А. В. Суворова. Название закрепилось еще и потому, что мост этот имел темный колорит — в отличие от «парного» ему светлого по колориту Ангелова моста, который стал называться Ангеловым в пандан Чертову мосту. Появление в 1913 году на Ангеловом мосту барельефа Георгу Фридриху Парроту «с ангельским лицом» лишь закрепило данную ассоциацию.
Весьма оригинальную версию выдвигает архитектор и историк архитектуры Калви Алуве. Он считает, что в названии тартуских пешеходных мостов противопоставление «Ангелов» — «Чертов»: это противопоставление сил света, науки и прогресса, которые олицетворял собой Г.Ф. Паррот, изображенный на медальоне Ангелова моста, и сил тьмы, связанных с самодержавием, династией Романовых (новый Чертов мост был возведен в 1913 году, и его на медальоне, обращенном в сторону медальона с портретом Паррота на Ангеловом мосту, были выбиты цифры «1613 — 1913», в ознаменование 300-летия правления династии Романовых в России), и лично с царем Александром I (которому был посвящен новый Чертов мост, официальное название которого было «Мост Александра I», барельеф которого нес этот мост).
Как бы то ни было, эти названия («Ангелов» и «Чертов») стали в конце концов официальными, и именно они фигурируют в Государственном реестре памятников культуры Эстонии.

## История
Г.Ф. Паррот, став первым ректором возобновленного Императорского Дерптского университета, добился того, чтобы земля на холме Тоомемяги перешла во владение университета, на нем стали строиться университетские здания. Однако глубокий овраг, пересекавший холм (по оврагу проходила улица Лосси) мешал свободному перемещению между зданиями. Возникла насущная необходимость строительства пешеходных мостов над улицей Лосси, один из них был спланирован в ее конце, для соединения Анатомического театра и университетской библиотеки, построенной в стенах руинированного Домского собора. Автором проекта данного моста, как и переброшенного через улицу Лосси несколько позже  Ангелова моста, стал Иоганн Вильгельм Краузе, архитектор главного здания Тартуского университета и большинства других его первых зданий.
В отличие от балочного Ангелова моста (называвшегося тогда Домским), Малый Домский мост был построен арочным — ввиду большей глубины оврага, по которой проходила улица Лосси. Мост был деревянным трехарочным, причем арки были стрельчатыми, таким образом мост стал самым ранним образцом неоготики в Тарту. Строительство моста началось в 1808 году и завершилось в следующем году. Мост получил название Малого Домского.
К концу 1830-х гг. первый Малый Домский мост, будучи полностью деревянным, совершенно обветшал и был снесен. Проект нового моста был составлен тартуским архитектором И.Г. Кенигсманном. Мост сохранил арочную конструкцию и был построен снова из дерева, однако стал однопролетным, с сегментной аркой с раскосными стойками. Мостовая арка была собрана из 24 криволинейных брусов, соединенных 28 поперечными лонжеронами. Строительство моста началось в 1841 и завершилось в 1844 году. После возведения конструкции деревянные части моста загрунтовали смесью конопляного масла, белого пигмента, гипса, мела и оконной замазкии и покрасили в темно-кремовый цвет. Одновременно были проведены земляные работы на улице Лосси под мостом, чтобы сделать спуск с холма менее крутым.
Этот второй мост, также деревянный, полностью обветшал к началу XX века, и был снесен в 1905 году. Новый мост на этом месте был построен в 1913 году. Причиной его строительства стал Лифляндский медицинский конгресс, для участников которого было сочтено необходимым упростить передвижение между университетскими клиниками и анатомическими театрами на Домской горке. Мост был построен по проекту тартуского городского архитектора Арведа Эйхгорна. Он сохранил облик предыдущего, деревянного арочного моста — сегментная пологая арка, разве что стойки стали прямыми, однако был построен из железобетона. А поскольку при строительство были использованы фундаменты береговых устоев предыдущего моста, то возведение нового моста заняло всего три месяца.
В центре парапетов моста были установлены медальоны: со стороны улицы Валликраави с портретом Александра I и надписью „Aleksandro Primo“ («Александру Первому»), а со стороны Тоомемяги — цифры «1613 — 1913», в ознаменование 300-летия правления династии Романовых в России.
Мост был открыт 1 сентября 1913 года и получил официальное название «Мост Александра I».

## Современность
- С Чертовым мостом, как и с его «братом», Ангеловым мостом, связана интересная студенческая традиция. Со второй половины XIX века мосты стали ареной певческих состязаний хоров, представлявших различные студенческие корпорации университета. В настоящее время певческая традиция существует, однако теперь она не соревновательная, а концертная: периодически на мостах параллельно выступают университетские студенческие хоры: на одном из мостов Тартуский академический мужской хор[эст.], а на другом — Академический женский хор Тартуского университета[эст.][17].

- По данным инспекции, проведенной Государственным реестром памятников культуры Эстонии[эст.]* 26 апреля 2021 года, состояние моста признано удовлетворительным[11].